# 稲垣浩 (労働運動家)
稲垣 浩（いながき ひろし、1944年5月5日 - ）は、日本の労働運動家、政治活動家。釜ヶ崎地域合同労働組合委員長、北大阪合同労働組合執行委員長。釜ヶ崎炊き出しの会代表。

## 略歴
- 私立大阪高等学校卒業。1966年、兵庫栄養専門学校卒業。
- 1970年5月、給食会社「一富士」で労働組合結成を図るが解雇される。その年の安保闘争で逮捕・収監される。
- 1972年に、「暴力手配師追放釜ヶ崎共闘会議結成」に参加する。
- 1975年12月10日より、炊き出し活動を行う。現在も存続している。
- 1978年に、「釜ヶ崎解放会館」設立に参加する。
- 1979年からの大阪市議会議員選挙に毎回立候補しているが、落選している（得票数不足で供託金を没収された回もある。）。
- 1981年、釜ヶ崎地域合同労働組合の結成に参加。
- 2007年8月、「西成公園でホームレスのテント状況などを調査していた大阪市職員に暴行を加えて業務を妨害した」という理由で威力業務妨害罪で懲役1年・執行猶予3年の判決を受ける。
- 2008年6月13日から17日にかけて、西成署員による日雇い労働者に対する暴行に抗議する群衆が機動隊員と対峙して逮捕者18人を出す事件（第24次西成暴動）が発生するが、その際の道路交通法違反の疑いで18日に逮捕される。10月20日に保釈となるが、翌年2009年2月27日、大阪地方裁判所において、道路交通法違反で懲役2月の実刑判決が下る。 大阪高等裁判所に控訴するが、7月22日に控訴棄却の判決が下る。最高裁判所に上告したが、2009年10月29日に、上告棄却となり、2010年3月10日収監される[2]。同年11月25日、滋賀刑務所より出所する[3]。
- 2019年4月、第19回統一地方選挙の一環で行われた大阪市議会議員選挙に西成区選挙区から無所属で出馬したが大差で落選、得票数が供託金没収点未満だったため、供託金は没収された。

## 人物
YouTube に演説がアップロードされている。
和歌山毒物カレー事件（1998年発生）の犯人として死刑が確定した女性死刑囚・林眞須美を支援する活動を行っている。2014年3月、林からの依頼を受けて養子縁組した。

## 著書
- 『釜ヶ崎炊き出しのうた』海風社、1989年

## 関連画像

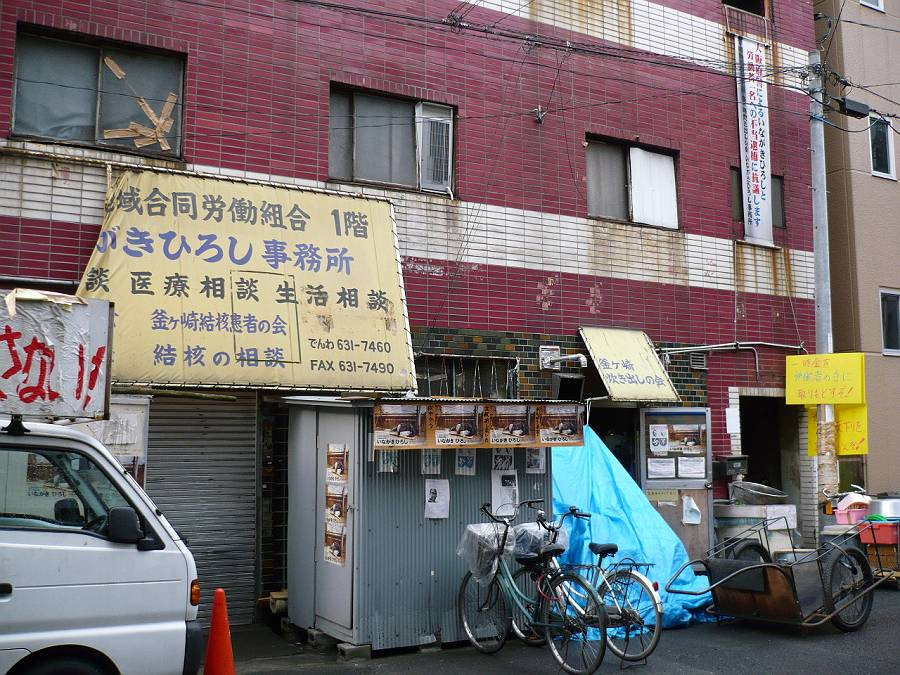
釜ヶ崎解放会館
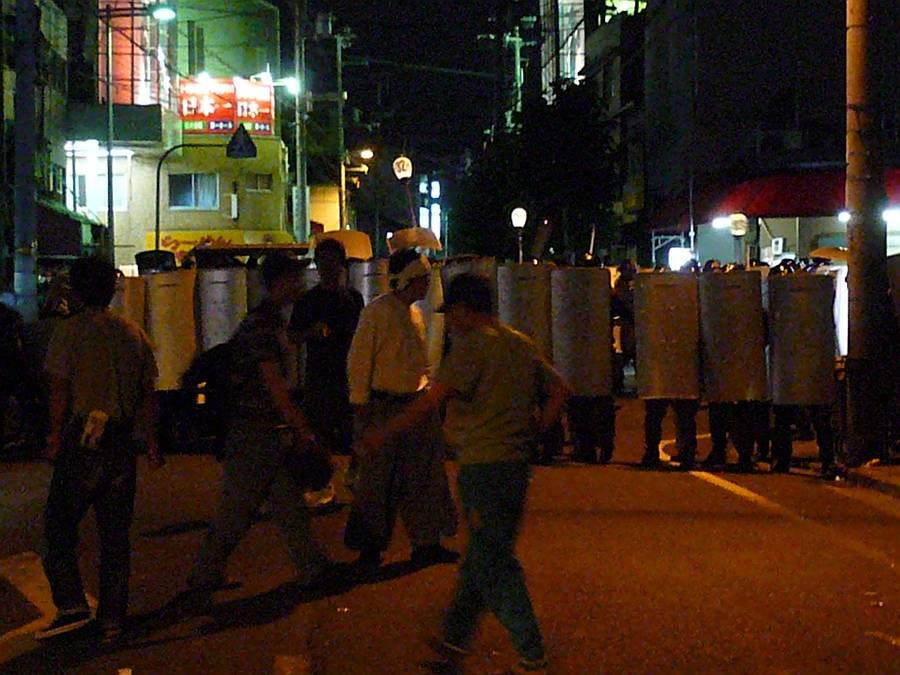
第24次釜ヶ崎暴動